# Municipio de Rosario (Chihuahua)
El Municipio de Rosario es uno de los 67 municipios en que se divide el estado mexicano de Chihuahua. Su cabecera es Valle del Rosario.

## Geografía
El Municipio de Rosario está localizado en la porción centro-sur del estado de Chihuahua, en las estribaciones de la Sierra Madre Occidental, limita al norte con el municipio de Satevó y el municipio de Valle de Zaragoza, al oeste con el municipio de Nonoava, al este con el municipio de Hidalgo del Parral, al sur con el municipio de Huejotitán y el municipio de El Tule y al suroeste con el municipio de Balleza.
Tiene una extensión territorial de 1.795,6 km² que representan el 0,72% del total de la superficie del estado y su altitud media es de 1.480 metros sobre el nivel del mar.

### Orografía e hidrografía
El municipio forma parte de la zona de la meseta del estado de Chihuahua, que es a su vez integrante de la Altiplanicie Mexicana, por tanto la mayor parte de su territorio es plano, sin embargo su zona occidental forma parte de la estribaciones de la Sierra Madre Occidental generando un terreno accidentado en ese sector, donde se encuentra serranías de mediana importancia, denominadas como La Cuchilla, Las Moras, Cuchilla Madre, Manzanillas, La Soledad, el Cerro de la Piedra Bola y San Tomé.
Las dos principales corrientes del municipio son el río Conchos, el principal del estado de Chihuahua y que señala el límite municipal norte con Satevó, este río proviene desde el vecino municipio de Nonoava y continúa hacia el de Valle de Zaragoza, la segunda corriente es el río Balleza, que en sentido suroeste-noreste proviene de El Tule y en el territorio de Rosario se une al río Conchos. Hidrológicamente todo el territorio del municipio forma parte de la Cuenca del río Conchos-Presa de La Colina y a la Región hidrológica Bravo-Conchos.

### Clima y ecosistemas
El clima es considerado de transición a semihúmedo, templado, las diferencias climatológicas están determinadas por la altitud, registrándose en el extremo noreste del territorio un clima Semiseco semicálido, al centro del municipio clima Semiseco templado, y hacia el occidente a medida que se eleva el terreno el clima se va haciendo más húmedo, registrándose primeramente clima Templado subhúmedo con lluvias en verano y finalmente un pequeño sector con clima Semifrío subhúmedo con lluvias en verano, estos dos últimos ya los típicos de la Sierra de Chihuahua, de la misma manera la temperatura media anual se ve afectada por el mismo factor de la altitud, aumentado en sentido que se avanza hacia el este, por lo cual encontramos tres franjas, que el sentido oeste-este la primera registra entre 10 y 14 °C, la siguiente 14 a 16 °C, la tercera 16 a 18 °C que es la que mayor superficie ocupa, y finalmente la más oriental un rango de 18 a 20 °C; la precipitación media anual de la mitad este del territorio municipal se encuentra entre los 400 y los 500 mm, un sector central registra entre 500 y 600 mm y finalmente el extremo oeste tiene un promedio que va de 600 a 700 mm.
La flora del municipio se divide en dos sectores, la porción este donde se encuentra pastizales con especies como aile, chamal y otras, y la mitad oeste, donde se encuentra bosque, en el cual abundan abeto, ciprés, encino, pino y otras coníferas.

## Demografía
Según el Conteo de Población y Vivienda de 2005 realizado por el Instituto Nacional de Estadística y Geografía, la población del municipio de Rosario es de 2.082 habitantes, de los cuales 1.024 son hombres y 1.058 son mujeres.

### Localidades
En el censo de 2020 el municipio de Rosario contaba con 32 localidades.
| Código INEGI      | Localidad         | Población (2020) |
| ----------------- | ----------------- | ---------------- |
| 080560049         | San Javier        | 339              |
| 080560001         | Valle del Rosario | 269              |
| Otras localidades | Otras localidades | 1 471            |
| Total municipal   | Total municipal   | 2 079            |

## Política
El Municipio de Rosario fue creado por decreto del Congreso de Chihuahua el 21 de noviembre de 1844, un nuevo decreto del 18 de julio de 1931 suprimió el municipio de Rosario por considerar que no reunía las condiciones legales para serlo y lo incorporó al de Valle de Olivos, pero 10 años después, el 27 de diciembre de 1941 se resolvió trasladar la cabecera municipal de Valle de Olivos a Valle del Rosario y se renombró el municipio como Rosario, permaneciendo como tal hasta la actualidad.
El gobierno del municipio le corresponde al Ayuntamiento, éste está conformado por un Presidente Municipal, un síndico y un cabildo integrado por seis regidores, cuatro electos por mayoría relativa y dos por el principio de representación proporcional, el presidente municipal y los regidores son electos mediante una planilla, mientras que el síndico lo es una elección uninominal. Todos entran a ejercer su cargo el día 10 de octubre del año de la elección y permanecen en él por tres años, no pudiendo ser reelectos para el siguiente periodo, pero sí después de haber transcurrido uno.

### División administrativa
Rosario se divide en cuatro secciones municipales y once comisarías de policía.

### Representación legislativa
Para la elección de Diputados locales al Congreso de Chihuahua y diputados federales a la Cámara de Diputados de México, el municipio de Rosario se encuentra integrado en los siguientes distritos electorales:
Local:
- Distrito electoral local 21 de Chihuahua con cabecera en Hidalgo del Parral.

Federal:
- IX Distrito Electoral Federal de Chihuahua con cabecera en Parral.[15]